# Harasewychia harasewychi
Harasewychia harasewychi là một loài ốc biển, là động vật thân mềm chân bụng sống ở biển trong họ Fasciolariidae.